# محمد حق‌گو
محمد حق‌گو (زادهٔ ۱۳۴۱ در بیرجند) موسیقی‌دان، آهنگساز و نوازنده سنتور اهل ایران است. وی دانش‌آموخته رشتهٔ آهنگسازی از دانشگاه کی‌یف اوکراین است. محمد حق‌گو مدیر ارکستر سمفونیک رودکی نیز بوده‌است.

## زندگی هنری
حق‌گو در سال ۱۳۴۱ در بیرجند متولد شد. فراگیری موسیقی را از سال ۱۳۶۰ با نواختن ساز سنتور آغاز نمود. او سنتور را نزد رضا درمان، پشنگ کامکار و مجید کیانی فراگرفت و به رشتهٔ موسیقی دانشکدهٔ هنرهای زیبای دانشگاه تهران راه یافت. از جمله استادان او می‌توان به: فرهاد فخرالدینی، علیرضا مشایخی، توماس کریستیان داوید و محمدتقی مسعودیه اشاره نمود. آموزش‌های محمدتقی مسعودیه سبب شد تا به پژوهش در موسیقی محلی خراسان نیز بپردازد. پس از پایان تحصیل در دانشگاه تهران، در مشهد ساکن شد و اولین آموزشگاه موسیقی آن شهر را پایه‌گذاری نمود. پس از آن به منظور ادامهٔ تحصیلات موسیقی در رشته آهنگسازی به اوکراین سفر کرد و در کنسرواتوار چایکوفسکی کی‌یف نزد یوگنی استانکوویچ آموخته‌های خود را تکمیل نمود. در سال ۱۳۹۹ کتاب «تربیت شنوایی؛ آموزش سلفژ براساس تریادهای ماژور با روش ساده»، تألیف محمد حقگو از سوی انتشارات ماهور روانهٔ بازار نشر موسیقی شد. در مقدمه کتاب آمده‌است: «هر نت‌نوشتهٔ موسیقی دارای دو ویژگی فرکانس و زمان است و برای هنرجویان موسیقی، توانایی سرایش فرکانس‌های متفاوت، دشوارتر از رعایت زمان و درک کشش‌های مختلف نت‌های موسیقی است. تریادهای ماژور، ترکیب‌های صوتی بسیار دقیقی هستند که می‌توانند یادگیری سرایش صحیح فواصل مختلف موسیقایی را بسیار ساده نمایند. این یادگیری زمانی ساده‌تر خواهد شد که طبیعت فیزیکی اصوات موسیقایی در مسیر یادگیری، به‌صورت آگاهانه مورد استفاده قرار گیرند.»

## آثار هنری
از جمله آثار محمد حق‌گو به موارد زیر می‌توان اشاره نمود:
- پوئم سمفونیک آواز کویر
- سوئیت سمفونی کنکاش
- سمفونی بیرجند[۹]
- کنسرتو برای دوتار و ارکستر
- ترانه‌های روزی که نیست، دشت‌ها و بادگیرها (برای ویدئو کلیپی با صدای علیرضا عصار)[۱۰]
- مجموعه ترانه‌هایی در آلبوم سرو خرامان،[۱۱]
- قطعات کوتاهی برای گروه کر و پیانو
- سرود خواف و تربت جام
- چند قطعهٔ موسیقی با صدای حسام الدین سراج
- قطعات رؤیا و ایران با همراهی گروه کر
- قطعات بانگ دهل و الله مزار با صدای حمید هادی و علیرضا قربانی

### موسیقی متن فیلم و سریال‌های
- زیر گنبد کبود
- سودا
- مستند گره
- قهوه اسپرسو،[۱۲]
- طرقه،[۱۳]
- کودک شاعر
- سیاوشون
- وداع یاران
- مستند شرقی

### موسیقی نمایش
نمایش موزیکال گلبانگ سربلندی